# Offer (religie)

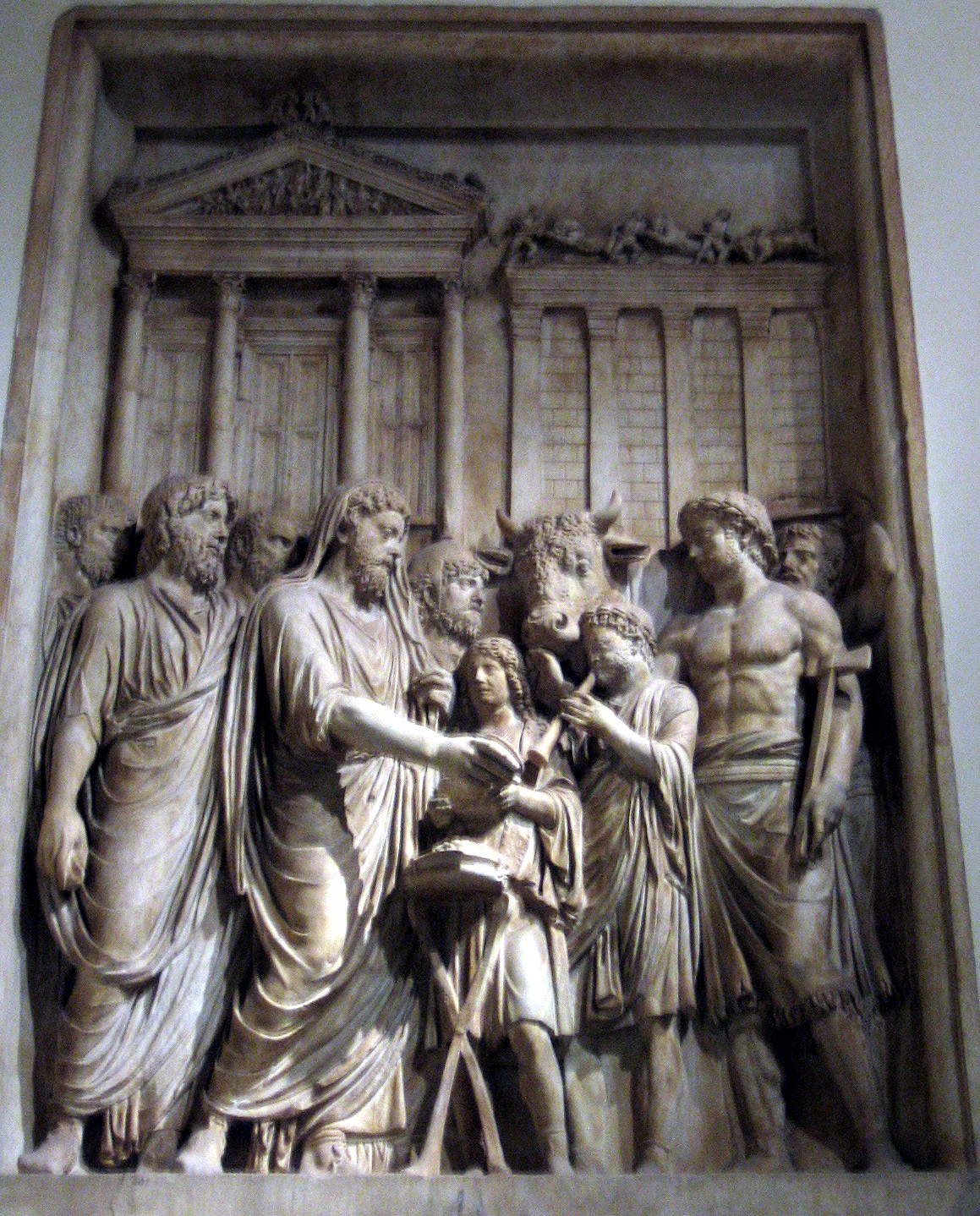
Marcus Aurelius en leden van de keizerlijke familie brengen een offer uit dankbaarheid voor de geboekte successen tegen de Germaanse stammen. De keizer is afgebeeld in zijn functie van hogepriester (pontifex maximus) met ritueel bedekt hoofd (capite velato). Rechts staat een helper met een bijl om de schedel van het offerdier in te slaan. Bas-reliëf, Musei Capitolini, Rome.

Een offer (ook wel offerande), afgeleid van het Latijnse offerre ‘aanbieden’, is een geschenk, meestal aan een god, godin, of goden, maar ook aan andere machten zoals een fetisj of de doden. Het doel is te bedanken, goede gezondheid te krijgen, reiniging, hulp krijgen, vergiffenis vragen (een ‘zoenoffer’), enz. 
Het achterliggende principe wordt wel aangeduid met de Latijnse woorden do ut des: ‘ik geef opdat u (iets terug)geeft’.
Bij het offeren van iets van waarde kunnen onderscheiden worden een offer waarbij het geofferde seculier gezien verloren gaat (zoals het offeren van een dier zonder het vlees te eten of de huid te benutten), en een offer waarbij het geofferde seculier gezien nog te gebruiken is, bijvoorbeeld het offeren van geld zonder het te vernietigen, voor religieuze onkosten. Er is ook de tussenvorm dat iets eetbaars deels verbrand wordt (en dan verder niet bruikbaar is), en deels gegeten wordt door bijvoorbeeld de priester.

## Soorten offers in de Hebreeuwse Bijbel
In het Bijbelboek Leviticus is te lezen over de offers die het volk van Israël aan God bracht, maar ook al eerder in de Bijbel is te lezen over verschillende momenten waarop mensen aan God offerden.
- Brandoffer: hierbij worden op een altaar (delen van) een offerdier verbrand, meestal een stuk vee.
- Gelofteoffer: een soort vredeoffer, maar dan met een offergave waartoe men zich door een gelofte heeft verplicht. Zie Lev. 7:16.
- Graanoffer: net als het reukoffer en het wijnoffer is het graanoffer een onbloedig offer.
- Hersteloffer: door een hersteloffer te brengen kon men vergeving ontvangen voor de zonden die men deed.
- Reukoffer: net als het graanoffer en het wijnoffer is het reukoffer een onbloedig offer.
- Reinigingsoffer: een reinigingsoffer wordt gebracht voor onopzettelijke zonden.
- Vredeoffer: bedoeld om een goede verhouding tussen God en de offeraar uit te drukken of teweeg te brengen.
- Wijdingsoffer: een offer dat wordt gebracht ter gelegenheid van de wijding van de priesters.
- Vuuroffer: bij een vuuroffer wordt enkel vuur gemaakt als hoofdonderdeel van een ritueel.
- Plengoffer of libatie: hierbij wordt vanuit een offerschaaltje of een vaasje iets vloeibaars ‘geplengd’ (uitgegoten), bijvoorbeeld wijn (wijnoffer), melk of honing.
- Geuroffer: offer van fijne geurende stoffen zoals mirre en wierook.
- Eerstelingenoffer: een deel van de nieuwe oogst, bijvoorbeeld graan, wordt als dank geschonken.
- Votiefoffer, wijgeschenk of ex voto: hierbij wordt als dank voor hulp een geschenk gebracht. De schenker heeft een belofte (Latijn: votum) gedaan als hij wordt geholpen en moet op grond hiervan na afloop (ex voto) een geschenk geven.
- Mensenoffer: hierbij wordt een mens gedood.
- Holocaust: het geofferde wordt volledig verbrand.

## Offerplechtigheden

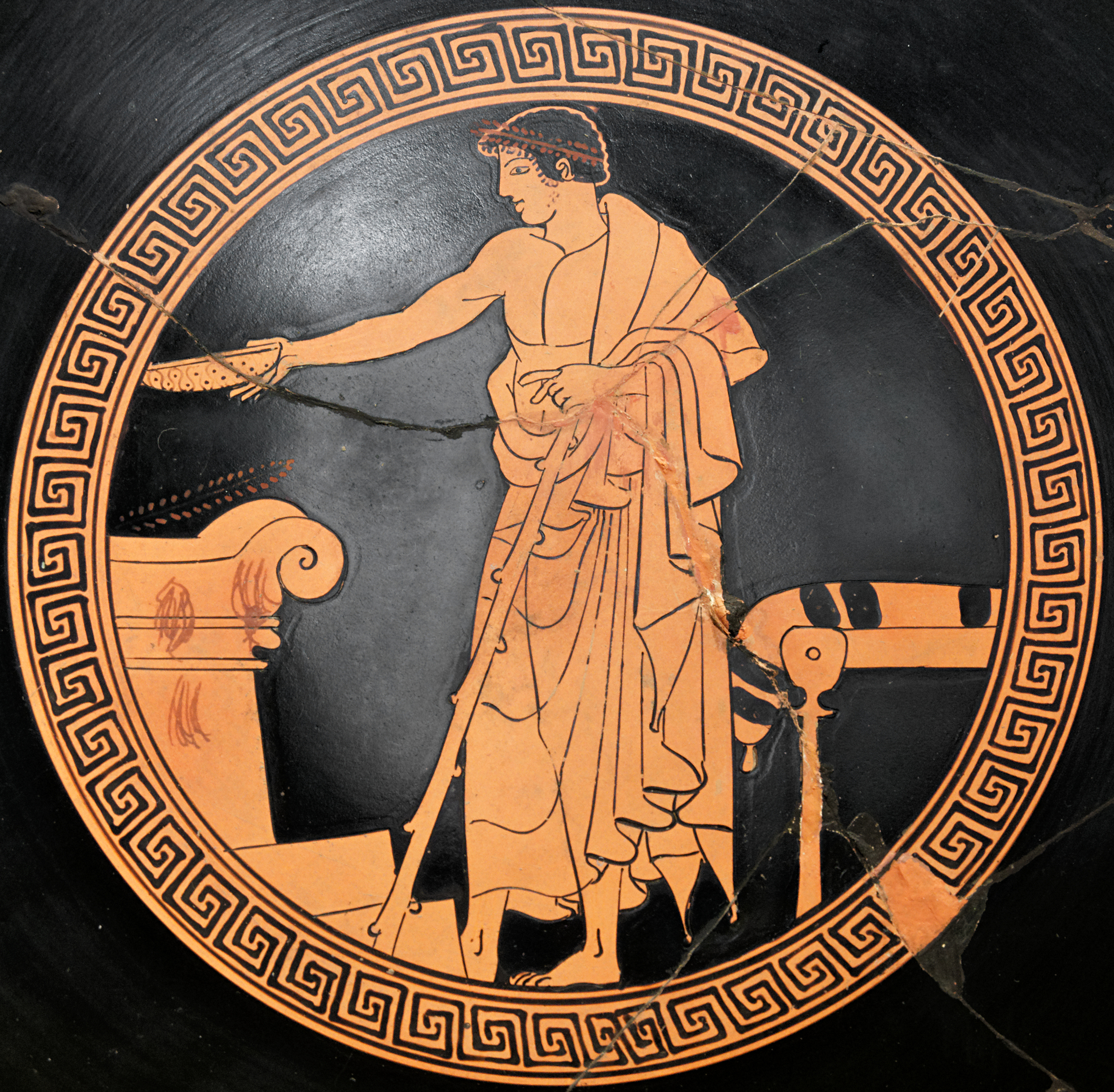
Een jongeman brengt een plengoffer op een altaar. Attische roodfigurige vaasschildering, ca. 480 v.Chr.

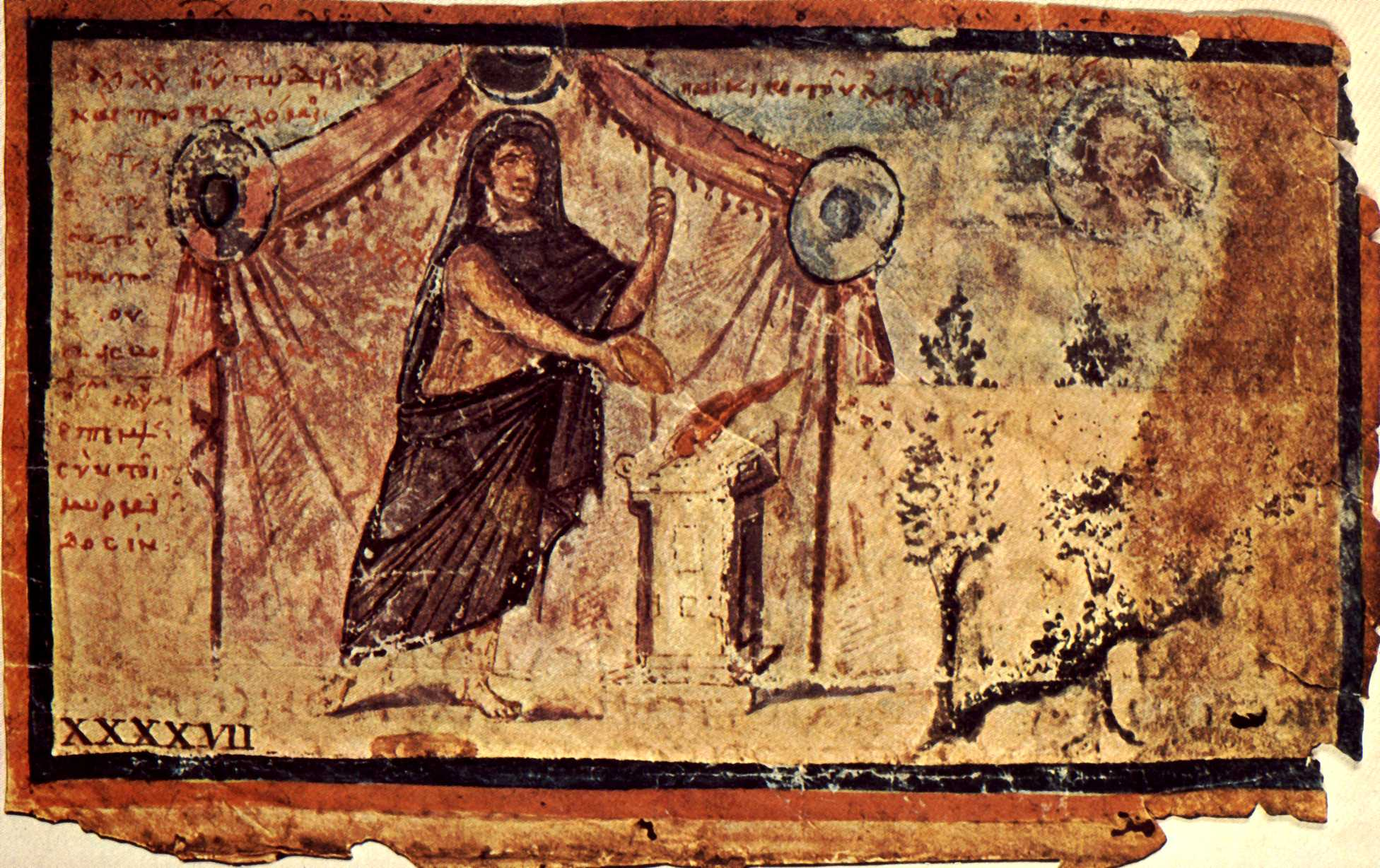
Achilles brengt een offer aan Zeus, 5e eeuw

Offers kunnen in omvang verschillen van kleine handelingen tot enorme plechtigheden. Een klein offer is bijvoorbeeld bij de Romeinen het schenken van enkele graankorrels aan de huisgoden op het huisaltaar (lararium). Meestal zijn er voorschriften aan het brengen van offers verbonden. In het Oude Testament geeft God bijvoorbeeld specifieke voorschriften aan de Joden (Exodus 23: 18-19).
Vaak vinden offers plaats in de vorm van omvangrijke rituelen, die door professionele (offer)priesters moeten worden uitgevoerd, omdat er vele specifieke handelingen en voorschriften aan te pas komen.
Een offerplechtigheid bij de oude Grieken kende bijvoorbeeld de volgende stappen:
om het altaar lopen, handen wassen en water plengen, aansteken van het vuur, bekransen van het offerdier, besprenkelen van het altaar en het offerdier met water, een gebed, bestrooien van het offerdier met spelt, het afsnijden en verbranden van het haar op zijn voorhoofd, het slachten, het villen en in delen snijden van het offerdier, verbranden van de daarvoor bestemde delen, opeten van de rest tijdens de offermaaltijd, bestrijken van het altaar met het bloed.

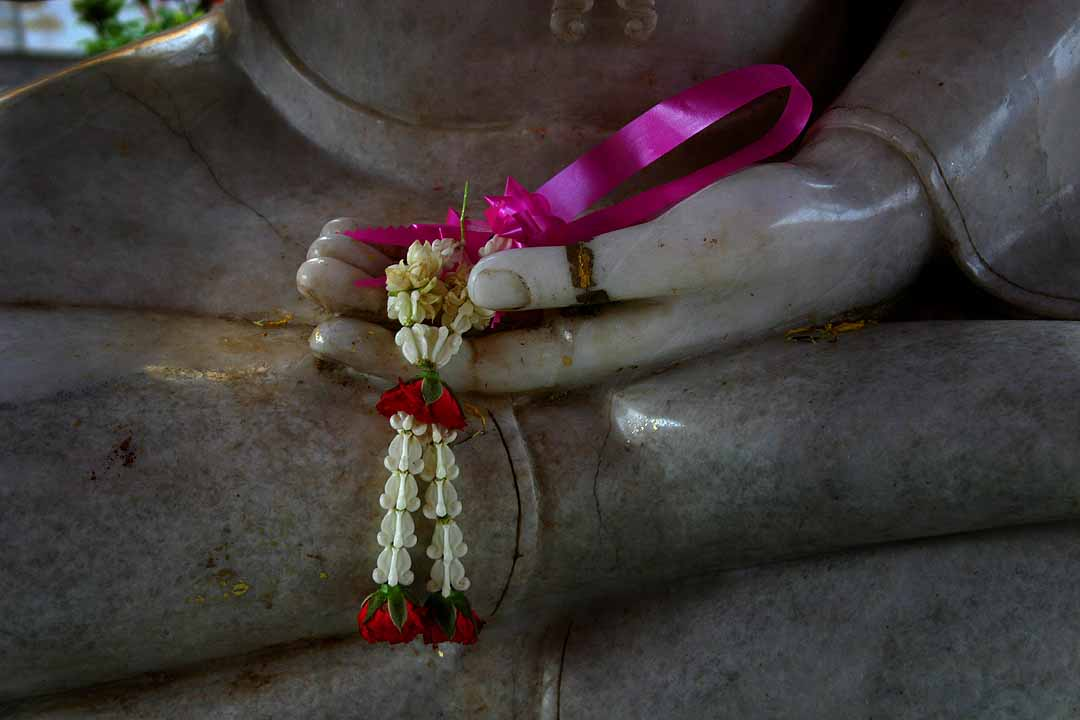
Een offer voor Boeddha
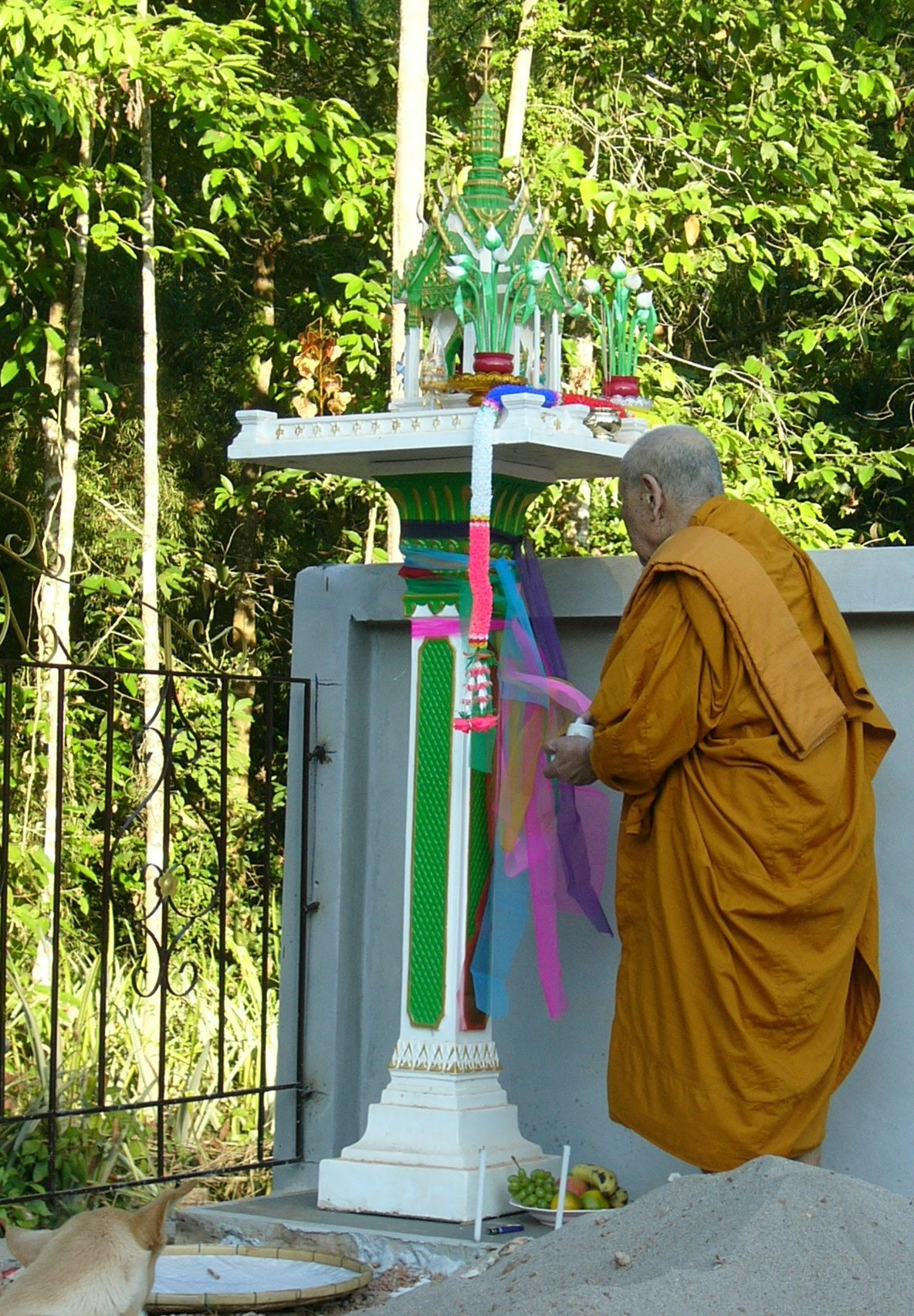
Een boeddhistische monnik brengt een offer in Thailand
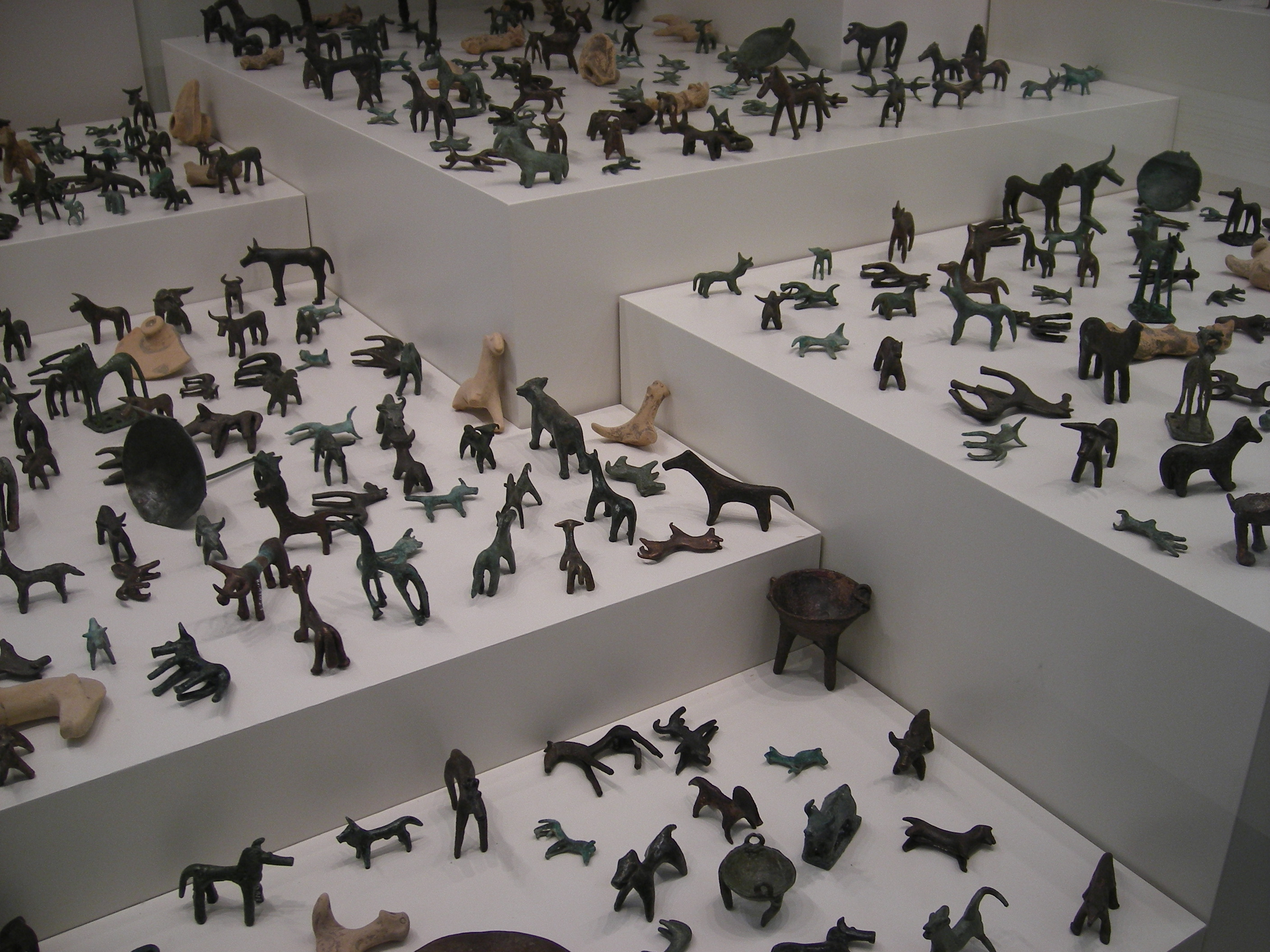
Bronzen offers aan Zeus, gevonden in de as op het altaar in de tempel voor Zeus in Olympia, 9e tot 8e eeuw v.Chr.
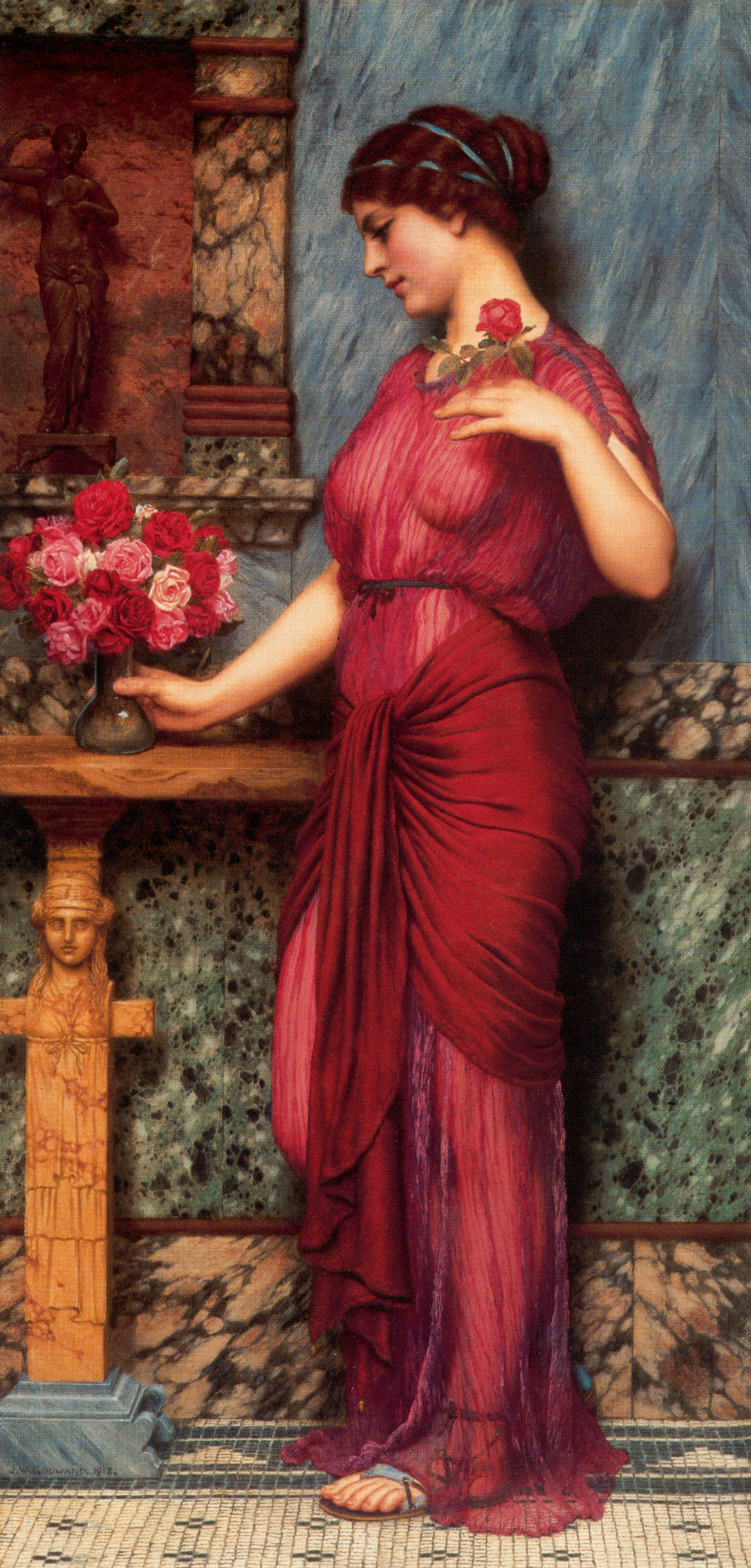
Een offer voor Venus, John William Waterhouse
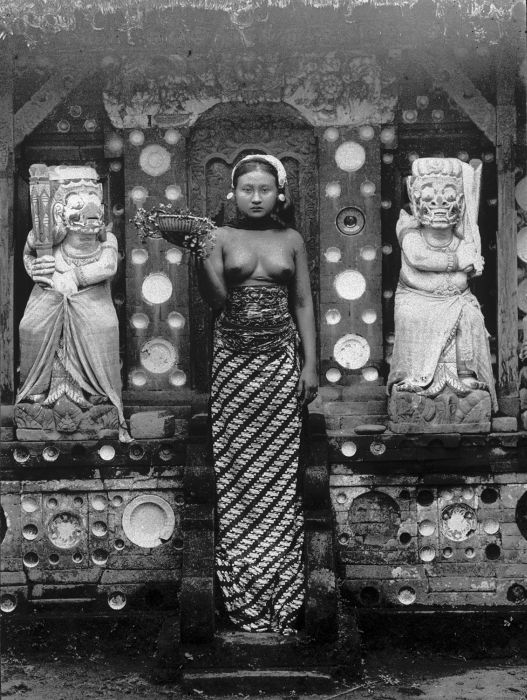
Balinees meisje met offermandje, 1920-1921
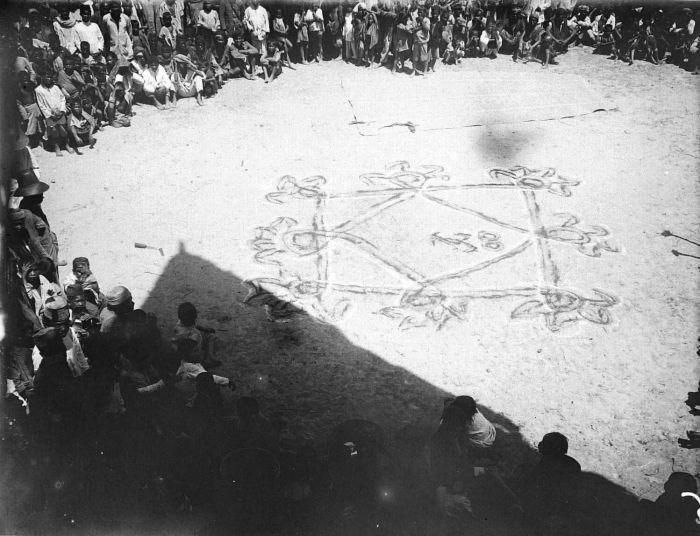
In het zand getekende dansfiguur voor de offerdans, Samosir
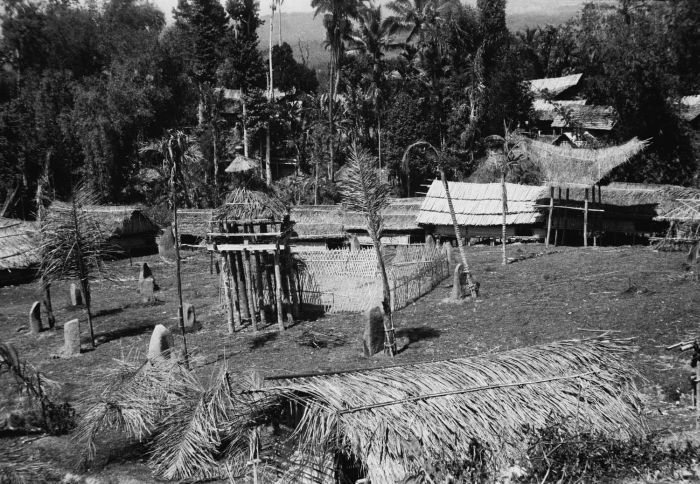
Offerplaats van de Toraja
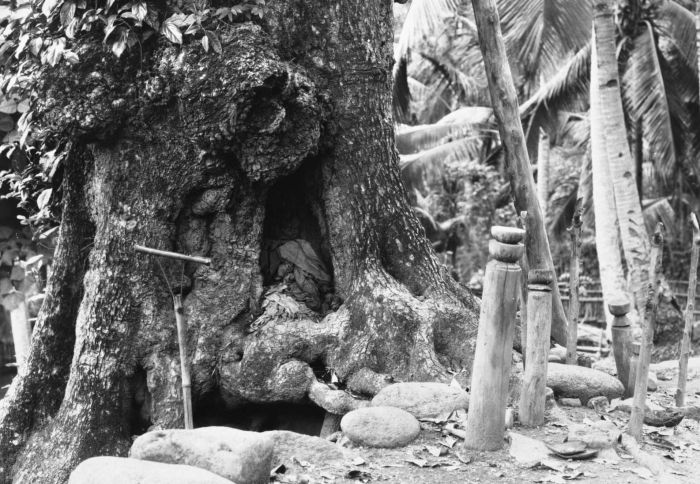
Offerpalen bij een holle boom waarin een stoffelijk overschot is bijgezet

## Offermaaltijd

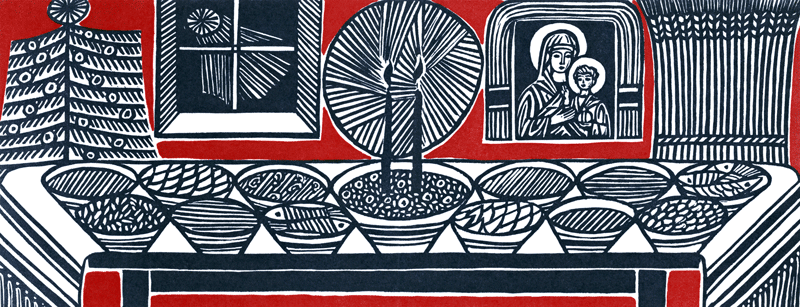
Kutya en twaalf gerechten: offermaaltijd (vaak met 12 of 13 verschillende gerechten) voor het kerstfeest is een kerstgebruik in veel landen

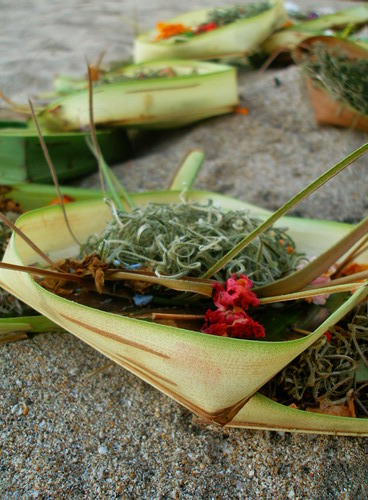
Offer op het strand van Kuta (Bali), een dagelijks hindoeistisch ritueel

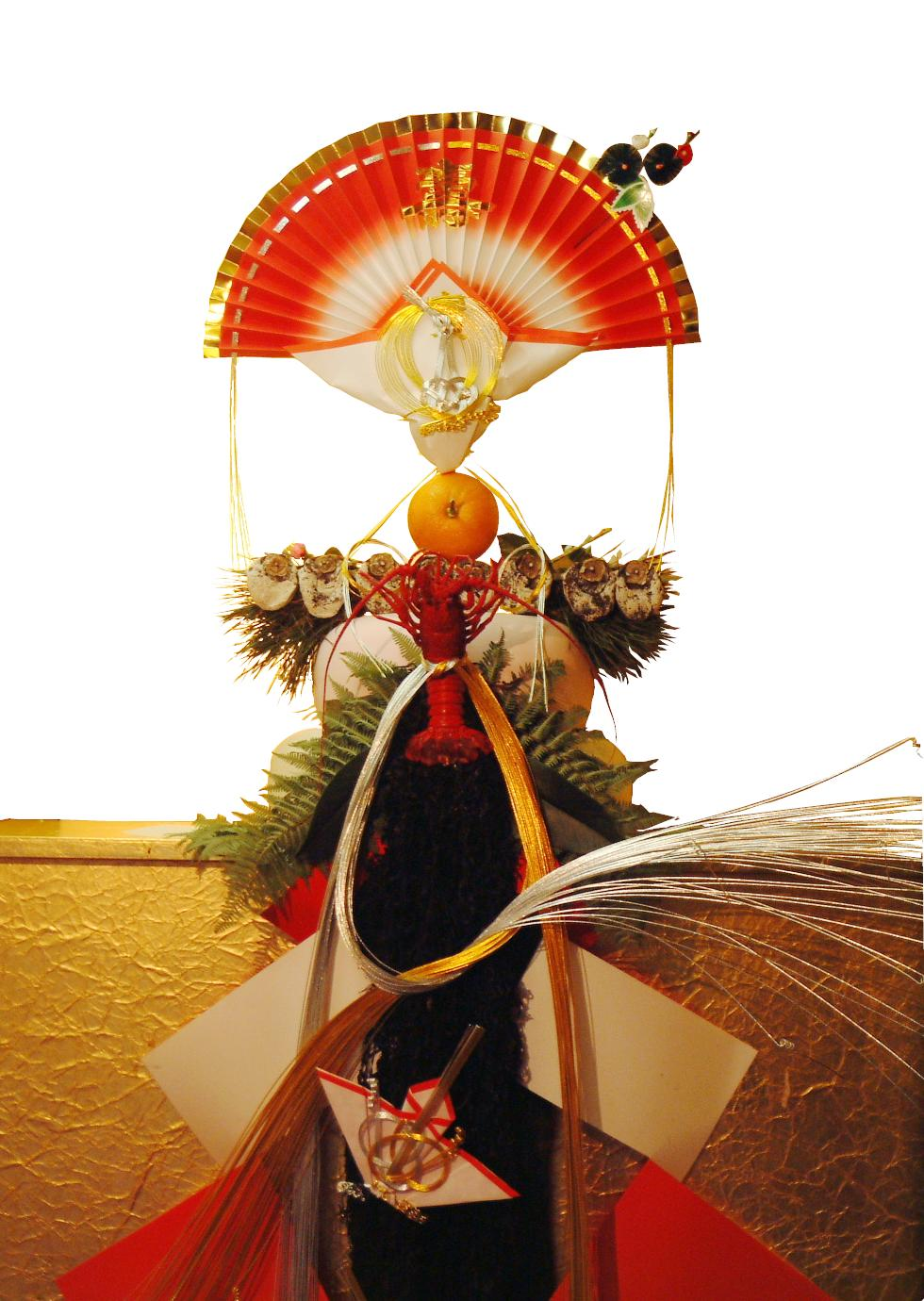
Een shinto-offer in Japan

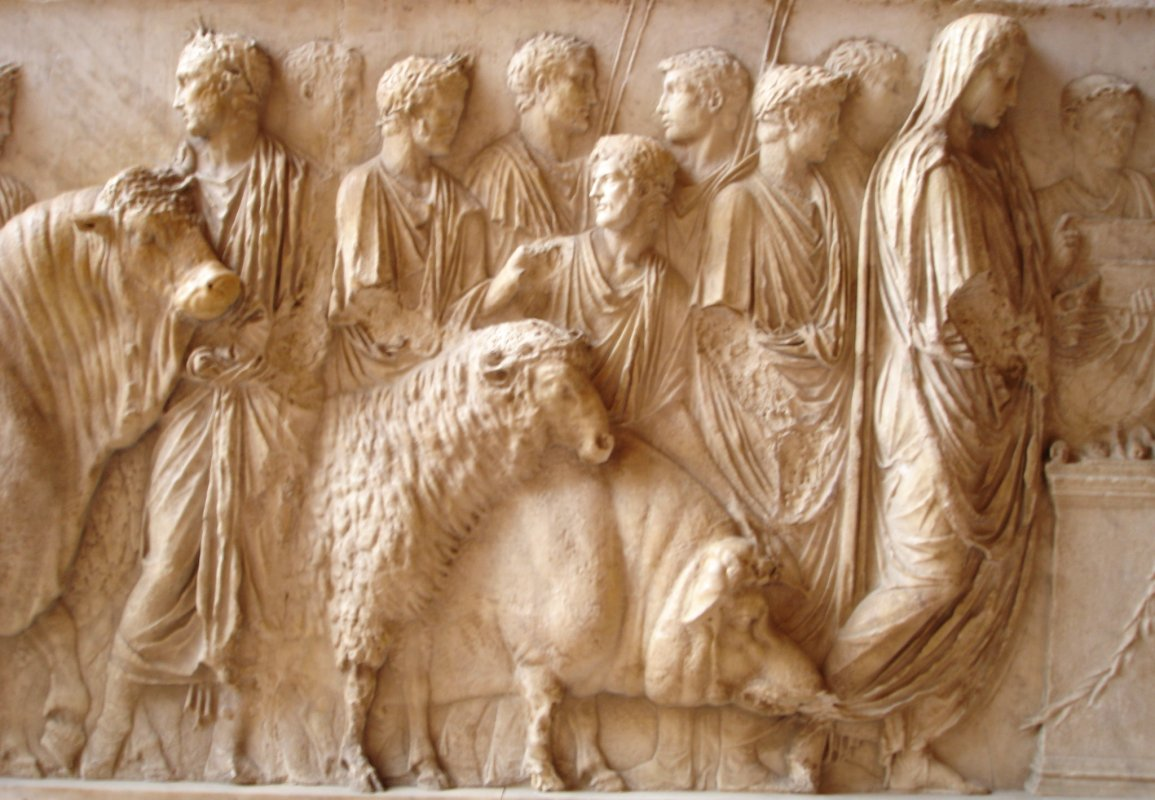
Een Suovetaurilia-offer op een Romeins reliëf in het Louvre, 1e eeuw na Chr.

Bij een brandoffer werd doorgaans slechts een deel van het offerdier op het altaar verbrand. Het verbranden van een offerdier in zijn geheel was een uitzondering. De Grieken noemden dat een ‘holokautèsis’ of ‘holokaustèsis’ (van holos = ‘geheel’ en kaioo = ‘verbranden’). Orgaanvlees werd doorgaans aan de goden gegeven, terwijl de best eetbare delen van het offerdier tijdens een offermaaltijd werden opgegeten. Vaak was dit voor arme mensen een zeldzame gelegenheid om vlees te eten.
De Grieken hadden een mythe die deze verdeling van het vlees van het offerdier verklaarde. De Titaan Prometheus, die bekendstaat als helper van de mensen, bedroog de oppergod Zeus toen moest worden vastgesteld welk deel van het offerdier voor de goden was en welk deel voor de mensen. Hij maakte twee porties: een met het malse vlees maar bedekt met de ingewanden, en een met het gebeente maar bedekt met een laag vet. Zeus trapte in de list en koos het gebeente bedekt met vet. (Zie: Hesiodus, Theogonie 535-557.)

## Bijzonderheden
- Hekatombe:

Bij de oude Grieken, en met name bij Homerus, is te lezen over het offeren van zogenaamde hecatomben, letterlijk ‘honderd runderen’. In de praktijk ging het echter meestal om minder dieren en hoefde het ook niet alleen om runderen te gaan. Zo werd het woord hecatombe een woord om een groot dierenoffer aan te duiden.
- Diabatèria:

De naam diabatèria werd door de oude Grieken gebruikt voor een offer bij het oversteken van een rivier of van een grens.
- Haruspex:

De Etrusken gebruikten een offerdier ook om de toekomst te voorspellen – een gewoonte die door de Romeinen werd overgenomen. Aan de toestand van de organen van het offerdier, en met name de lever, werden conclusies verbonden. Zo'n plechtigheid heette een haruspicium en de speciale priester, de haruspex (‘offerdierschouwer’), netśvis in het Etruskisch.
- Suovetaurilia:

Een veelvoorkomend offer in de Romeinse tijd was het suovetaurilia waarbij een varken (sus), een schaap (ovis) en een stier (taurus) werden geofferd.
- Mensenoffers:

In veel oude culturen vonden mensenoffers plaats. Meestal zijn er echter geen concrete bewijzen, maar worden deze offers beschreven in verhalen en mythen. In het Oude Testament geeft God Abraham opdracht zijn zoon Isaak te offeren, maar verhindert dat ook op het laatste moment (Genesis 22), en moet Jefta zijn dochter offeren (Richteren 11). In de Griekse mythologie wijzen de verhalen over Agamemnon die zijn dochter Ifigeneia aan de godin Artemis offert, en over de Atheense kinderen die aan de Minotaurus worden geofferd, op het bestaan van mensenoffers.

## Verder lezen
- M. Gaulin, Recensie van G.G. Stroumsa, La Fin du sacrifice. Les mutations religieuses de l'Antiquité tardive, Parijs, 2005, in BMCR 17 (2006).
- G. Heinsohn, The Rise of Blood Sacrifice and Priest Kingship in Mesopotamia: A "Cosmic Decree"?, in Religion 22 (1992), pp. 109-134.
- S. Knipe, Recensie van S. Georgoudi - R. Koch Piettre - F. Schmidt, La cuisine et l'autel: les sacrifices en questions dans les sociétés de la Méditerranée ancienne, Turnhout, 2005, in BMCR 17 (2006).
- J. Lancaster, In India, case links mysticism, murder, in Washington Post (29/11/11-29).
- A. Lang, Un côté négligé de la religion grecque, in Ibid., Études traditionnistes, VI, Parijs, 1890, pp. 46-56.
- J.B. Rutter, Lesson 15: Minoan Religion, in Ibid., The Prehistoric Archaeology of the Aegean, projectsx.dartmouth.edu, 1997².
- B. Van Wassenhove, On sacrifices. A guide for practicioners of the Religio Romana, home.tiscali.be (2002).